# Mala Ilova Gora
Mala Ilova Gora je naselje v Občini Grosuplje.